# Staveley (North Yorkshire)
Staveley is een civil parish in het bestuurlijke gebied Harrogate, in het Engelse graafschap North Yorkshire.

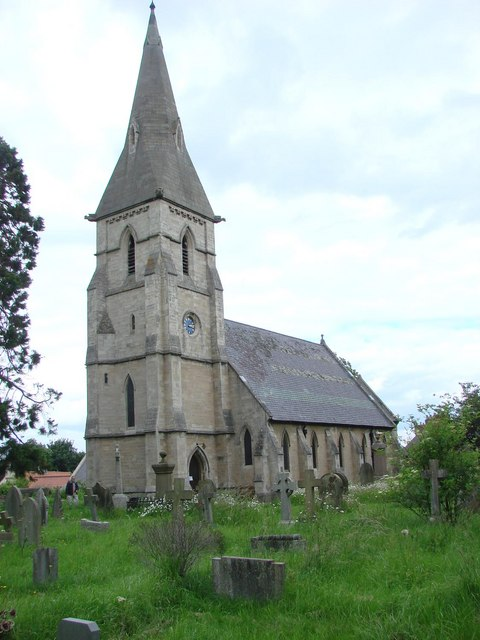
Kerk